# The May Department Stores Company
The May Department Stores Company was een Amerikaanse holdingmaatschappij van warenhuizen, gevestigd in het centrum van Saint Louis (Missouri). De onderneming werd in 1877 opgericht in Leadville (Colorado) door David May en verhuisde in 1905 naar St. Louis. Als gevolg van de vele ontwikkelingen in de detailhandel fuseerde het bedrijf in 2005 met Federated Department Stores (sinds 2007 Macy's, Inc.).
Dit bedrijf was slechts een holdingmaatschappij die regionale warenhuizen, zoals Foley's en L.S. Ayres, kocht, samenvoegde en verkocht. In de historie van het bedrijf waren de activiteiten van de verschillende divisies de meeste tijd gescheiden en hadden hun eigen koperspubliek en creditcards. De creditcards van de ene warenhuisketen werden niet geaccepteerd in de andere warenhuizen van May. Soms waren er twee verschillende May-winkels in dezelfde geografische markt actief, maar gericht op verschillende doelgroepen. De meeste beslissingen voor elk van de regionale winkelbedrijven werden genomen door het management op het lokale hoofdkantoor en niet door de holdingmaatschappij in St. Louis.
Sommige regionale warenhuizen hadden namen die leken op die van het moederbedrijf, zoals May Company California in Los Angeles. Het enige wat het met het moederbedrijf gemeen had, was dat deze winkels werden geleid door een ander lid van de familie May, die de leiding had over de regionale winkelketen. Het waren afzonderlijke rechtspersonen.

## Geschiedenis

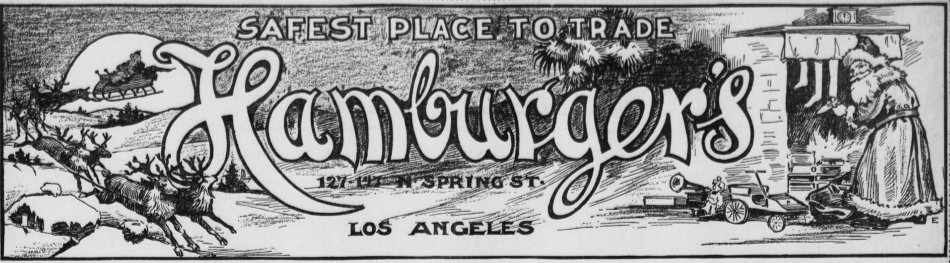
Kerstadvertentie voor Hamburger's Department Store, Los Angeles, 1905

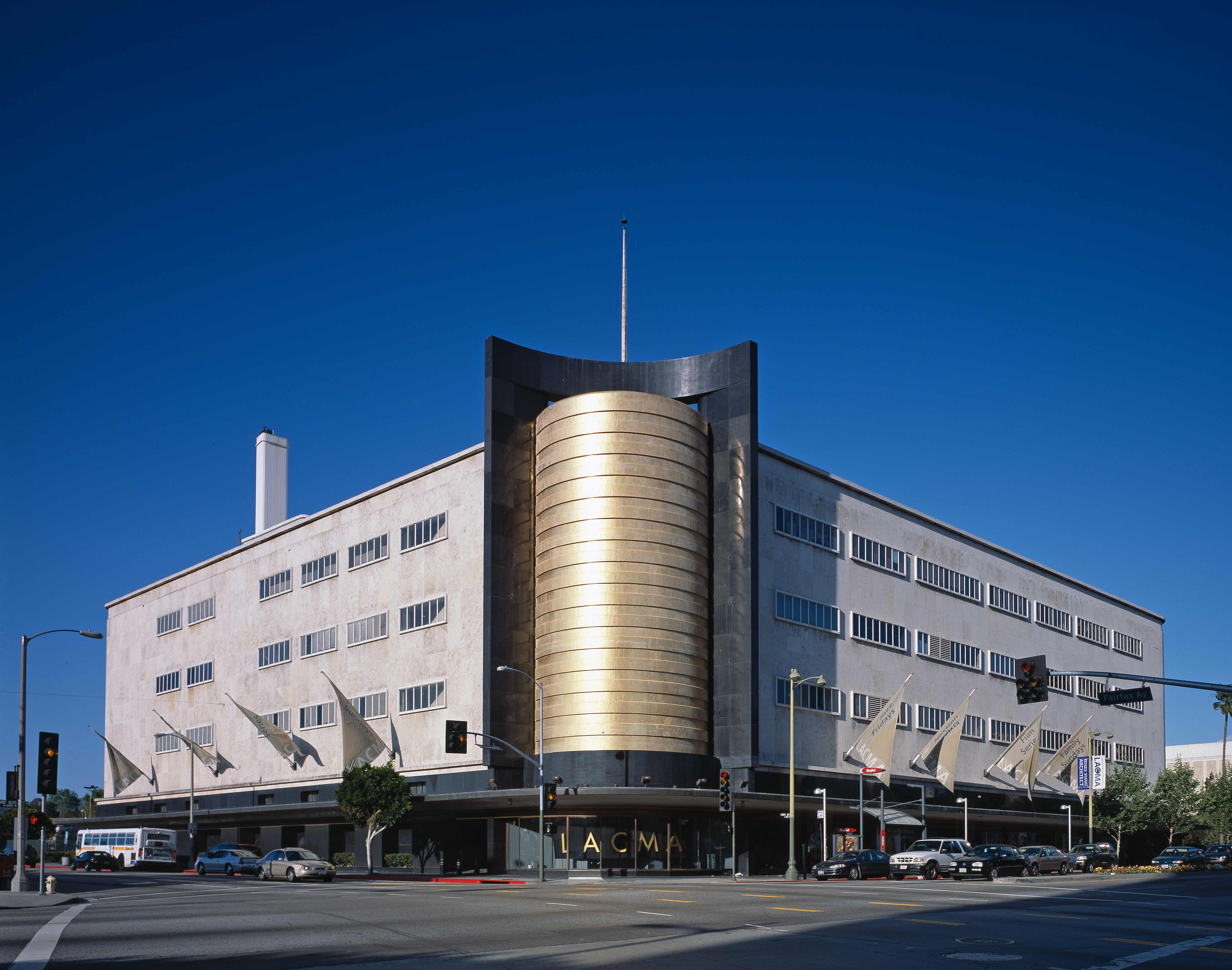
Het gebouw uit 1939 van May Company Wilshire in Los Angeles in moderne Streamlinestijl. Het werd later verbouwd voor gebruik als The Academy Museum of Motion Pictures

In 1877 werd in Leadville, tijdens de zilverkoorts in Colorado, de May Department Stores Company opgericht. In 1889 verhuisde het hoofdkantoor naar Denver .
In 1899 nam May de E.R. Hull & Dutton Co. uit Cleveland, dat later de naam May Company Cleveland kreeg en later de naam May Company Ohio.
In 1905 verhuisde het hoofdkantoor naar St. Louis. In 1910 werd het bedrijf officieel opgericht als de May Department Stores Company. Een jaar later fuseerden The Famous Clothing Store (eigendom van May) en de William Barr Dry Goods Company tot Famous-Barr. 
In 1912 nam May het warenhuis M. O'Neil Co. (O'Neil's) in Akron (Ohio) over. 
Het warenhuis A. Hamburger & Sons Co. in Los Angeles werd in 1923 overgenomen en hernoemd tot May Company California.
In 1946 nam May de Kaufmann's-keten in Pittsburgh over, maar behield deze als een aparte divisie. In 1947 werd Strouss-Hirshberg Co. over, gevestigd in Youngstown, Ohio overgenomen. Het werd een aparte diivisie, waarbij de naam werd gewijzigd in Strouss.
In 1956 nam May de Daniels & Fisher Company uit Denver over en voegde deze samen met May-winkels in de regio om een nieuwe divisie May-Daniels & Fisher-divisie te creëren. 
In 1958 nam May het warenhuis Cohen Brothers in Jacksonville (Florida), over en doopte het om tot May Cohens.
In 1959 nam May de Hecht Company uit Baltimore over en voegde deze toe als een nieuwe divisie. In 1965 nam May G. Fox & Co. uit Hartford (Connecticut) over. 
In 1966 werd de keten Meier & Frank uit Portland (Oregon) overgenomen en voegde deze toe als een nieuwe divisie. 
Morton May, de kleinzoon van de oprichter,  werd in 1951 voorzitter en leidde het bedrijf 16 jaar lang. Morton May was actief betrokken bij de lokale politiek in St. Louis en was beschermheer van het St. Louis Art Museum.
In 1968 werd Venture Stores opgericht toen de medeoprichter van Target John F. Geisse bij May Department Stores ging werken. Op grond van een antitrust-overeenkomst die met het ministerie van Justitie was bereikt, kon May op dat moment geen enkele winkelketen meer overnemen en had het warenhuisbedrijf een manier nodig om te concurreren met de opkomende discountketens.
In augustus 1978 verkocht May de Consumers-cataloguswinkelketen met 70 winkels aan Canadian Consumers Distributing. In 1996 werden alle winkels van de keten gesloten.
In 1986 nam May de holdingmaatschappij Associated Dry Goods en haar ketens over (waaronder J.W. Robinson's en zijn divisie in Florida, Loehmann's, Lord & Taylor, Caldor, Joseph Horne Company, The Denver Dry Goods Company, Goldwater's, Hahne and Company, L.S. Ayres, H. & S. Pogue Company, Stewart Dry Goods en Sibley's). Dit was destijds de grootste retailovername in de geschiedenis. 
In 1987 veranderde May Department Stores de naam van de vijf vestigingen van May-Cohens in May Florida en verkocht de tien winkels van Robinson's of Florida aan Maison Blanche om zo voet aan de grond te krijgen op de markt in Florida. De deal omvatte winkels op Tyrone Square, Orlando Fashion Square, WestShore Plaza, Altamonte Mall, University Square Mall, Countryside Mall, Southgate Plaza, Edison Mall, Coastland Center en The Florida Mall, evenals een voorgestelde elfde winkel op Lakeland Square Mall . May nam Foley's in Houston en Filene's in Boston over van Federated Department Stores, terwijl May Florida ook werd overgenomen door Maison Blanche. Als gevolg hiervan trok May zich terug uit Florida door de Gateway-vestiging te sluiten en de filialen op Roosevelt Square, Regency Square, Volusia Mall en Orange Park Mall te verkopen aan Maison Blanche. 
In 1993 fuseerden May Company California en J.W. Robinson's tot Robinsons-May. In datzelfde jaar nam Filene's de G. Fox-divisie over, Kaufmann's nam de May Company Ohio-divisie over en Foley's nam de May D&F-divisie over.
In 1995 werd de keten John Wanamaker uit Philadelphia overgenomen. Een jaar later wordt de eveneens uit Philadelphia afkomstige keten Strawbridge's overgenomen door May.
In 1998 nam May de keten The Jones Store in Kansas City (Missouri) over.
In 1999 nam May Zions Cooperative Mercantile Institution (ZCMI) uit Salt Lake City over en voegde dit samen met de  Meier & Frank-divisie.
In 2000 werd David's Bridal overgenomen door May Department Stores.
In 2001 werden de winkels van ZCMI geïntegreerd in de Meier & Frank-keten, die daarmee de markt in Utah betrad. In datzelfde jaar nam Hecht vijf Proffitt's-warenhuizen in Nashville (TN) over.
In 2002 werden de activiteiten van Meier & Frank samengevoegd met de Robinsons-May-divisdie, terwijl de activiteiten van Kaufmann werden samengevoegd met de divisie Filene. Beide bedrijven behielden echter hun namen Meier & Frank en Kaufmann.
In 2004 nam May Department Stores de keten Marshall Field's over van Target Corporation.
In 2005 werd May voor  $11 miljard in aandelen overgenomen door Federated Department Stores. Na de overname werden alle voormalige May-divisies opgenomen in de verschillende Macy's-divisies van Federated.
In 2006 werden ruim 400 voormalige May-winkels, met hun grote verscheidenheid aan lang bestaande merknamen, samengevoegd en omgedoopt tot Macy's. Daarnaast werden drie voormalige May-ketens (David's Bridal, Lord & Taylor en Priscilla of Boston) verkocht 

### Overname door Federated Department Stores
Op 28 februari 2005 kondigde Federated Department Stores Inc. aan dat zij May voor $11 miljard dollar zouden overnemen. Om de deal met May Department Store te financieren, stemde Federated ermee in om zijn gecombineerde eigen creditcardbedrijf te verkopen aan Citigroup. De overname werd op 30 augustus 2005 voltooid  nadat een overeenkomst was bereikt met de procureurs-generaal van de staten New York, Californië, Massachusetts, Maryland en Pennsylvania. 
In september 2006 hielden alle regionale merken van May, met uitzondering van de keten Lord & Taylor, op te bestaan, omdat Federated deze merken samenvoegde met de merknamen van Macy's. Hiermee verdwenen bekende merknamen als Marshall Field's, Filene's, Kaufmann's en (het laatste merk dat nog de naam May droeg) Robinsons-May uit het winkellandschap. 
Alle vestigingen die niet werden verkocht, kregen de naam Macy's, behalve één Hecht's-vestiging in Friendship Heights. Die werd herbouwd en omgedoopt tot Bloomingdale's. Vooruitlopend op de consolidatie in de detailhandel werd het kredietcallcenter van May in Lorain, Ohio, op 1 juli 2006 gesloten.
Lord &amp; Taylor, de enige warenhuisdivisie die niet grotendeels onder de naam Macy's zou vallen, werd in oktober 2006 voor $1,2 miljard verkocht aan een groep investeerders bij NRDC Equity Partners. David's Bridal en After Hours Formalwear werden in november 2006 verkocht.

## May Centers
Rond het begin van de twintigste eeuw richtte de May Department Stores Company een vastgoeddivisie op die zich bezighield met de aankoop van grond en de bouw van de gebouwen waarin hun nieuwe, zelfstandige warenhuizen zouden worden gevestigd. Vanaf 1947, toen ze een nieuwe winkel wilden openen voor hun May Company California-divisie, stapte May in de ontwikkeling van nieuwe openluchtwinkelcentra met de bouw van wat later de Baldwin Hills Crenshaw Plaza in Los Angeles zou worden.  Na die tijd groeide May uit tot  ontwikkelaar van winkelcentra, toen ze begonnen met de ontwikkeling van nieuwe winkelcentra om hun nieuwe warenhuizen te huisvesten.
Halverwege de jaren 1980 merkte het bedrijf dat de aandelen enorm ondergewaardeerd waren en dat het daardoor het risico liep een vijandig overnamedoelwit te worden. May Department Stores moest een deel van haar eigen aandelen terugkopen om de koers te verhogen. Om dit te bereiken moest de onderneming snel aan geld komen, wat ze bereikte door een deal te sluiten met Prudential Insurance. Hierbij verschafte de verzekeringsmaatschappij $550 miljoen dollar in ruil voor 50% van de aandelen in de May Centers. In 1992 kocht Prudential de rest van May Centers en hernoemde het bedrijf tot CenterMark. 